# Radmila Đukelić
Radmila Đukelić (Bosansko Grahovo, 1965) je srpska pjesnikinja.

## Biografija
Rođena je 1965. godine u Bosanskom Grahovu i odrasla je  u petočlanoj prodici uz stariju braću, što je  kasnije uticalo na formiranje njene  pesničke ličnosti. Udata, majka dvoje dece. Od 1994. godine živi, radi i stvara u Beogradu.

## Pjesničko stvaralaštvo
Autor je tri knjige poezije:
- Umesto zagrljaja - objavljena 2004, u izdanju KOC Čukarica-Beograd
- Svetlost u daljini - objavljena 2007, u izdanju Srpske knjige-Ruma
- Svetilište - objavljena 2009, u izdanju Beoknjige-Beograd.

Učesnik je brojnih književnih manifestacija,a među najznačajnijim su: Brankovo kolo u Sremskim Karlovcima, Povelja Morave u Mrčajevcima, Andrićevo pero u Višegradu, Krajiški biseri u Plandištu, gdje je bila član žirija, Krčedinske letnje svetkovine i dr.
Njena poezija je objavljivana u velikom broju časopisa za književnost, a i u Večernjim novostima.
Zastupljena je antologijama: Srpska poetska pletenica, Pesme majci i drugim.
Njene pesme su promovisane u radio i TV emisijama : Glas Rusije - Moskva, Radio Beograd, Radio Novi Sad, RTS, BNTV i dr.
Član je Udruženja književnika Srbije.

## Nagrade i priznanja
Dobitnik je značajnih nagrada i priznanja.
Prva nagrada 2006. godine na festivalu rodoljubive poezije Udruženja potomaka ratnika 1912-1920. 
Dva puta je nagrađena nagradom Belo pero za poeziju.
Dobitnik je više nagrada za poeziju književnog društva „Zapis“ iz Gornjeg Milanovca.
Nagrađena je Nagradom akademije „Ivo Andrić“ 2009. godine za rodoljubivu poeziju i nizom drugih nagrada.